# 英雄联盟第一赛季全球总决赛
英雄联盟2011赛季全球总决赛（又译作）是由拳头游戏所举行的第一届《英雄联盟》全球总决赛。

## 比赛场馆
本届世界赛的主办城市为延雪平，所有比赛都将在延雪平红客梦想会议厅举行，可容纳3000人。
| 排名 | 队伍                  | 选手                                         | 奖金    |
| 1    | Fnatic                | Shushei CyanideFI xPeke LaMiaZeaLoT Mellisan | $50,000 |
| 2    | against All authority | sOAZ Linak MoMa YellOwStaR Kujaav            | $25,000 |
| 3    | Team SoloMid          | TheRainMan TheOddOne Reginald Chaox Xpecial  | $10,000 |

## 其余排名
4.Epik Gamer
5.Counter_Logic_Gaming
6.Team gamed!de
7.Xan
8.⁠Pacific eSports